# Борго Фортура (Рагуза)
Борго Фортура је насеље у Италији у округу Рагуза, региону Сицилија.
Према процени из 2011. у насељу је живело 210 становника. Насеље се налази на надморској висини од 211 м.